# Petite Clef
Petite Clef är en holme strax utanför Saint-Martins östra kust, cirka 8,1 kilometer nordost om huvudorten Marigot.